# Jacquemontia pentantha
Jacquemontia pentantha là một loài thực vật có hoa trong họ Bìm bìm. Loài này được (Jacq.) G. Don mô tả khoa học đầu tiên năm 1838.

## Hình ảnh

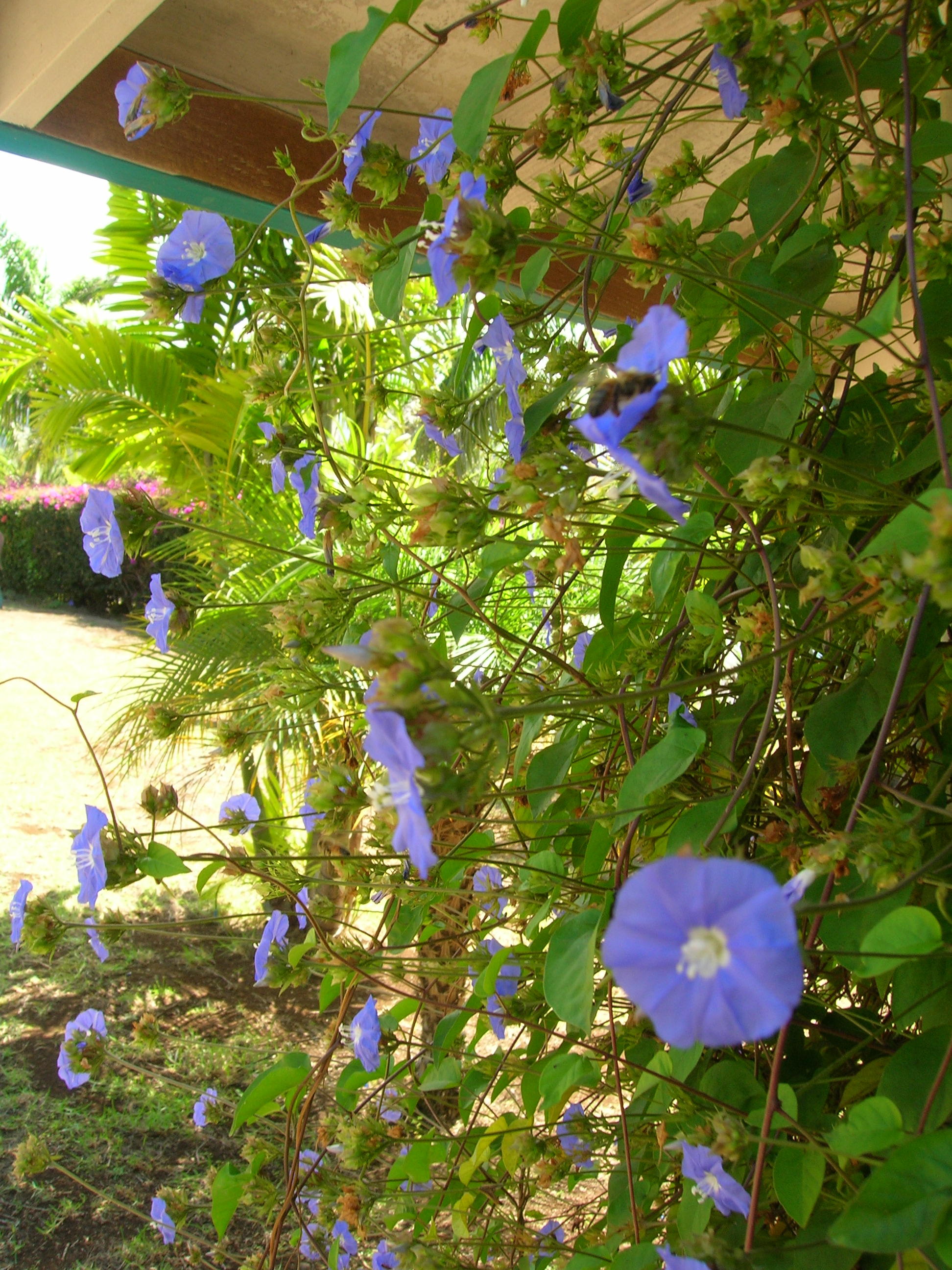
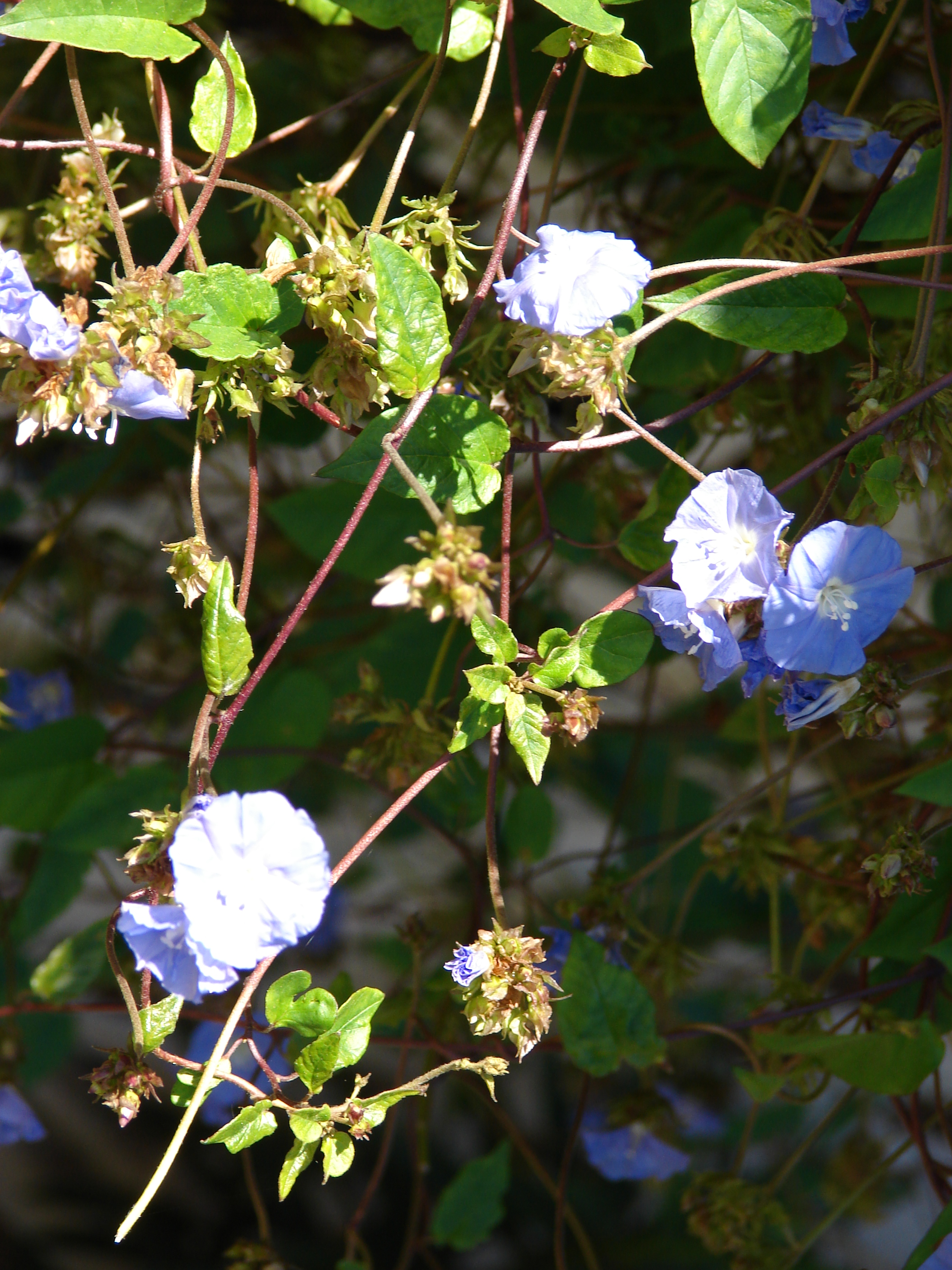
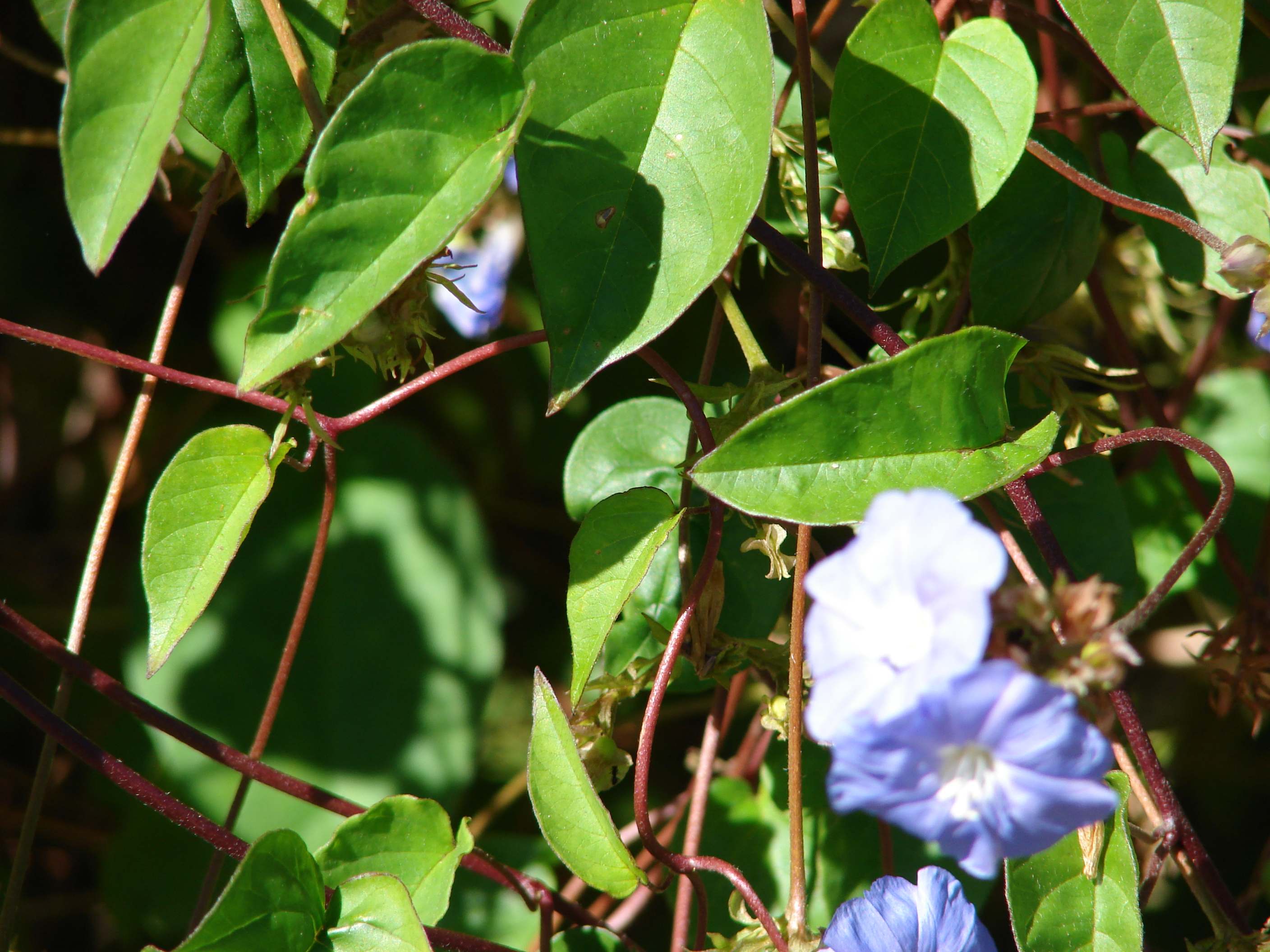
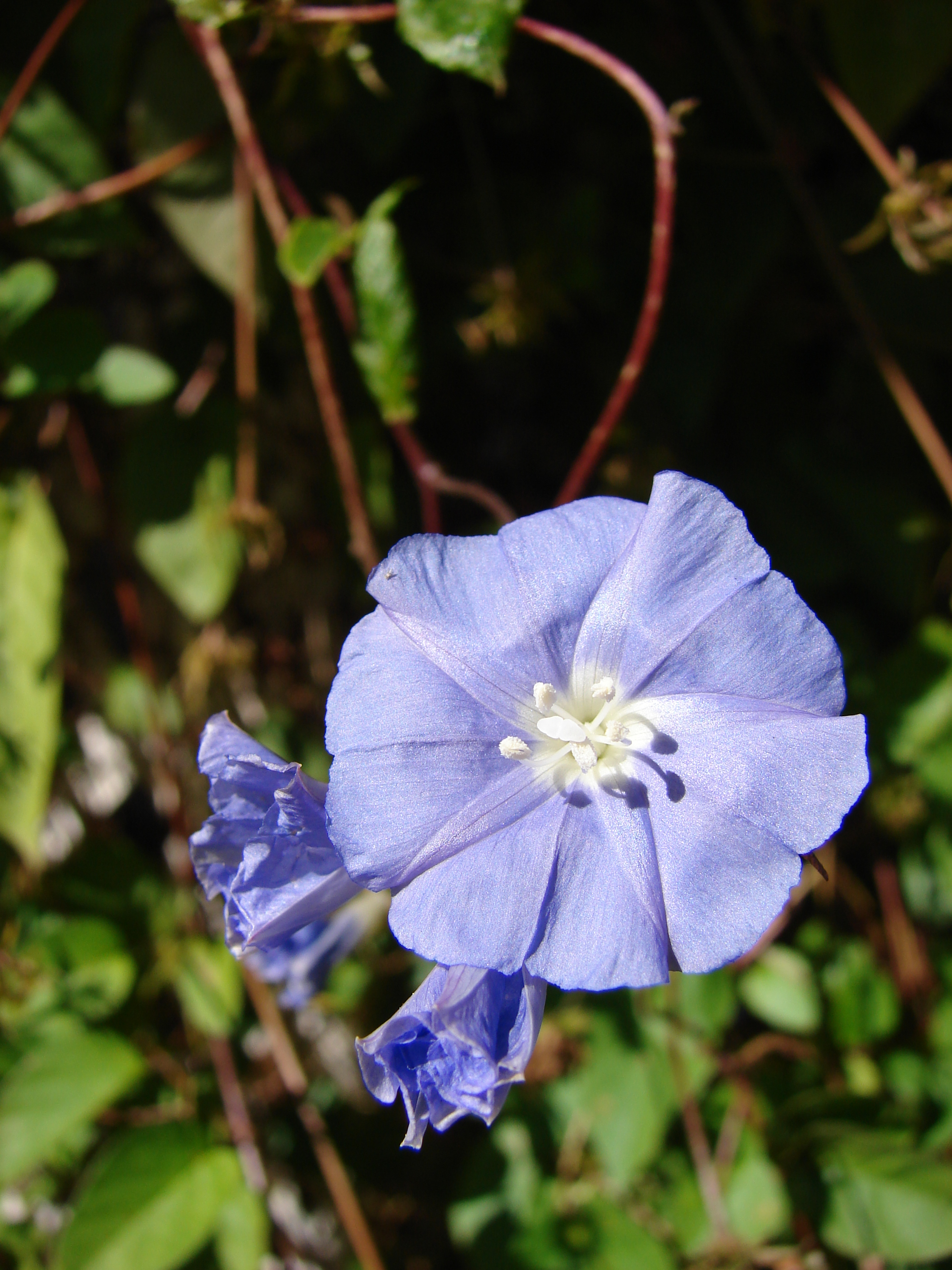